# Saint-Ail
Saint-Ail è un comune francese di 339 abitanti situato nel dipartimento della Meurthe e Mosella nella regione del Grand Est.

## Società

### Evoluzione demografica
Abitanti censiti